# Platygyra lamellina
Platygyra lamellina là một loài san hô trong họ Faviidae. Loài này được Ehrenberg mô tả khoa học năm 1834.